# Sông Đắk Tu
Sông Đắk Tu (tên khác: Sông Đắk Klau, Sông Đắk Rô, Sông Đắk Ro) là một con sông đổ ra Sông Đắk Ki Na. Sông có chiều dài 17 km và diện tích lưu vực là 37 km². Sông Đắk Tu chảy qua các tỉnh Đắk Nông, Đắk Lắk.